# Viszerokutaner Reflex
Der viszerokutane Reflex ist ein Reflex, der bewirkt, dass Schmerzen, die in inneren Organen entstehen, als Schmerzen der Haut wahrgenommen werden. Das geschädigte Organ und die schmerzende Stelle auf der Körperoberfläche können mitunter weit auseinander liegen. 
Die Entstehung des Reflexes ist nicht genau bekannt, vermutlich werden aber Schmerzen der Dermatome (somatische Schmerzen, die vom somatischen Nervensystem weitergeleitet werden) und Schmerzen der inneren Organe (viszerale Schmerzen, die vom vegetativen Nervensystem weitergeleitet werden) im Rückenmark von denselben Neuronen verarbeitet und zum Gehirn geleitet. Das Gehirn kann die eintreffenden Signale nicht mehr richtig zuordnen, weshalb Schmerzen innerer Organe als Schmerzen der Dermatome wahrgenommen werden. Dies wird auch als „übertragener Schmerz“ bezeichnet und typischerweise projizieren Schmerzen bestimmter Organe auf bestimmte Dermatome (siehe dazu Head-Zonen). Eine Reizung des Zwerchfells, etwa durch eine Entzündung der Gallenblase, macht sich zum Beispiel durch Schmerzen in der Gegend des Schlüsselbeins bemerkbar. Grund dafür ist, dass der Nervus phrenicus, der das Zwerchfell versorgt, auf der gleichen Höhe aus dem Rückenmark austritt wie der Nerv, der die Hautregion um das Schlüsselbein innerviert. Es ist nicht geklärt, warum Schmerzen der Dermatome nicht auch umgekehrt als Schmerzen innerer Organe wahrgenommen werden.